# Bárándy György
Bárándy György (Törökszentmiklós, 1919. szeptember 23. – 2014. november 27.) magyar ügyvéd. A nagy múltú Bárándy jogász család tagja. Fia, Bárándy Péter és unokája, Bárándy Gergely szintén ügyvédek.

## Életrajz
Törökszentmiklóson született 1919-ben. A régi nemesi jogász család város melletti birtokán gazdálkodott. Az elemi iskoláit magántanulóként végezte, majd a gödöllői Premontrei Gimnáziumban érettségizett. A jogi végzettséget az Egri Érseki Jogi Akadémián szerezte meg, majd 1941-ben Kolozsvárott a Kolozsvári Magyar Királyi Ferenc József Tudományegyetemen doktorált. Ügyvédjelöltként Törökszentmiklóson, dr. Francia Kiss János ügyvédi irodájában dolgozott, majd Budapesten és Kolozsvárott tevékenykedett.
A háború után visszakerült Törökszentmiklósra, majd Budapesten dolgozott. Az 56-os Intézet által közzétett adatok szerint az 1950-es években a katonapolitikai osztályon. 1951-ben mégis az ÁVH letartóztatta és Kistarcsára internálta. 1953-ban szabadult és egy ideig csak segédmunkásként vállalhatott munkát (piacon dolgozott). 1956 után folytathatta megint az ügyvédi tevékenységet. Országos hírnévre tett szert és számos nagy sajtónyilvánosságot kapott ügyben vállalt szerepet és kapott olyan megbízást is, melyben együtt dolgozott az állambiztonsági szervekkel. 2014. november 27-én hunyt el agyembóliában.

## Ügyei
Rengeteg ügye közül csak párat említve az övé volt a zuglói nyilasper, a Globex-ügy, a Soproni Ágnes-gyilkosság, valamint a Miskei-ügy 1979-ben.

## Színészként
- Az én kis nővérem című filmben (1996) az ügyvéd szerepében önmagát személyesíti meg.

## Kötetei
- A Tízparancsolat ma; beszélgetőtársak Bárándy György et al., sajtó alá rend. Szendi Edit, szerk. Rét Viktória; Helikon, Bp., 2002
- Dr. Bárándy György ügyvéd taláros történetei. Történetek, visszaemlékezések nagy és érdekes perekről; riporter Schmidt Attila, N. J. Kandinszky; szerzői, Bp., 2006
- Beszélgetések nem csak jogról Bárándy Györggyel és Sárközy Tamással; riporter Révai Gábor; Corvina, Bp., 2009